# Абруцци-э-Молизе

Абруцци-э-Молизе

Абру́цци-э-Моли́зе (итал. Abruzzi e Molise) — бывшая область Италии. 
Упразднена в 1963 году.
В 1957 году площадь области была 16,6 тыс. км². Территория занимала современную область Абруцци, бо́льшую часть Молизе и некоторое время местность Лацио Чиркондарио-ди-Читтадукале (Circondario di Cittaducale).